# کار هنری (فیلم)
کار هنری (انگلیسی: Artworks) یک فیلم است که در سال ۲۰۰۳ منتشر شد. از بازیگران آن می‌توان به ویرجینیا مادسن، ریک روسویچ، ادی میلز، و دانیل ون بورگن اشاره کرد.